# Johann Portmann
Johann Portmann, seit 1653 von Portmann (* 1595 in Ratingen; † 1665 in Emmerich am Rhein) war ein kurbrandenburgischer Hofrat und Diplomat.

## Leben
Portmann war brandenburgischer Geheimrat in Emmerich sowie klevischer Regierungsrat, weiterhin auch Hofgerichts- und Landkanzleirat. Bereits vor 1651 war er Mitglied des kurbrandenburgischen Geheimen Ratskollegiums.
Er nahm für Brandenburg als Gesandter auf dem Friedenskongress in Münster teil, wo er jedoch vor Abschluss durch Johann Fromhold (1602–1653) abgelöst wurde, der den Westfälischen Frieden für Brandenburg mitzeichnete. Portmann nahm auch an verschiedenen Reichsversammlungen teil und war 1653 Elektor für Ferdinand IV. (1633–1654), 1658 dergleichen für Leopold I. (1640–1705)
Ebenfalls 1653 wurde er, seine sieben Söhne einschließend, in den Adelsstand erhoben.